# VW Hydri

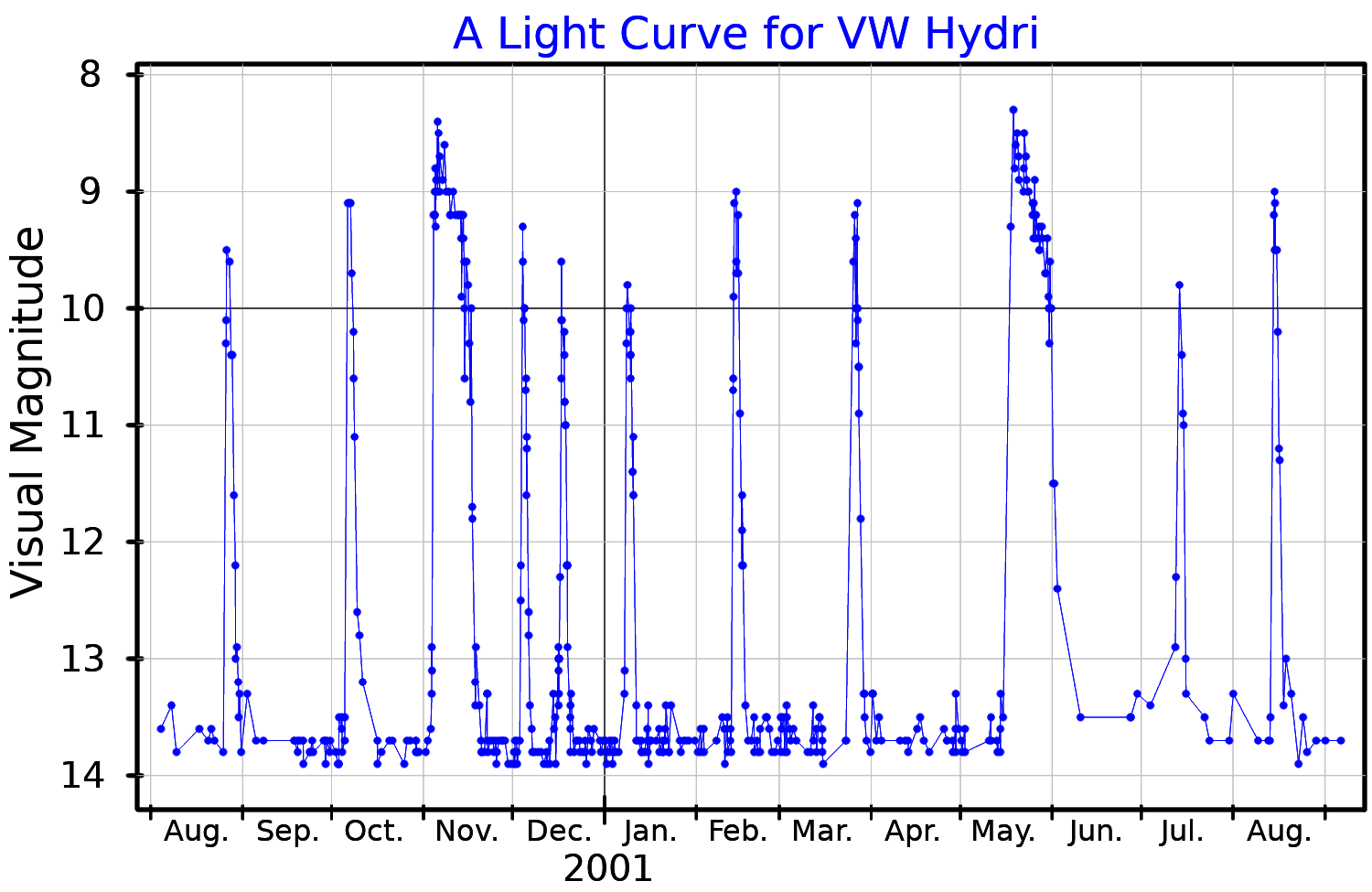
Ljuskurva för VW Hydri, plottad från AAVSO-data.

VW Hydri är en dubbelstjärna i den mellersta delen av stjärnbilden Lilla vattenormen. Den är en dvärgnova av typen SU Ursae Majoris och består av en vit dvärg och en annan svalare stjärna. De är en av de ljusaste dvärgnovorna på himlen. Dessa kännetecknas av frekventa utbrott och mindre frekventa superutbrott. De förra är jämna, medan de senare uppvisar korta "superhumps" av ökad aktivitet. Den vita dvärgen suger upp materia från den andra stjärnan till en ackretionsskiva och gör periodiska utbrott då den når skenbar magnitud 8,4 i superutbrott, 9,0 i normala utbrott men är kvar på magnituden 14,4 när det är tyst. Normala utbrott inträffar med en period av 27,3 dygn och pågår i 1,4 dygn, medan superutbrott inträffar med en period av 179 dygn och varar i 12,6 dygn.